# Copa América 2019 (składy)
Artykuł grupuje składy wszystkich reprezentacji narodowych w piłce nożnej, które wystąpią podczas Copa América 2019.
- Przynależność klubowa na koniec sezonu 2018/2019.
- Liczba występów i goli podana do dnia rozpoczęcia turnieju.
- Zawodnicy oznaczeni symbolem  to kapitanowie reprezentacji.

## Grupa A

### Brazylia
Trener:  Tite
| Nr         | Imię i nazwisko   | Data urodzenia      | Występy   | Gole      | Klub                 |
| Bramkarze  | Bramkarze         | Bramkarze           | Bramkarze | Bramkarze | Bramkarze            |
| ---------- | ----------------- | ------------------- | --------- | --------- | -------------------- |
| 1          | Alisson           | 2 października 1992 | 40        | 0         | Liverpool F.C.       |
| 16         | Cássio Ramos      | 6 czerwca 1987      | 1         | 0         | Corinthians Paulista |
| 23         | Ederson           | 17 sierpnia 1993    | 5         | 0         | Manchester City      |
| Obrońcy    |                   |                     |           |           |                      |
| 2          | Thiago Silva      | 22 września 1984    | 83        | 7         | Paris Saint-Germain  |
| 3          | Miranda           | 7 września 1984     | 57        | 3         | Inter Mediolan       |
| 4          | Marquinhos        | 14 maja 1994        | 40        | 1         | Paris Saint-Germain  |
| 6          | Filipe Luís       | 9 sierpnia 1985     | 44        | 2         | Atlético Madryt      |
| 12         | Alex Sandro       | 26 stycznia 1991    | 17        | 1         | Juventus             |
| 13         | Dani Alves        | 6 maja 1983         | 113       | 8         | Paris Saint-Germain  |
| 14         | Éder Militão      | 18 stycznia 1998    | 4         | 0         | Real Madryt          |
| 22         | Fágner            | 11 czerwca 1989     | 9         | 0         | Corinthians Paulista |
| Pomocnicy  |                   |                     |           |           |                      |
| 5          | Casemiro          | 23 lutego 1992      | 39        | 1         | Real Madryt          |
| 8          | Arthur            | 12 sierpnia 1996    | 13        | 0         | FC Barcelona         |
| 10         | Willian           | 9 sierpnia 1988     | 68        | 9         | Chelsea F.C.         |
| 11         | Philippe Coutinho | 12 czerwca 1992     | 53        | 16        | FC Barcelona         |
| 15         | Allan             | 8 stycznia 1991     | 6         | 0         | SSC Napoli           |
| 17         | Fernandinho       | 4 maja 1985         | 53        | 2         | Manchester City      |
| 18         | Lucas Paquetá     | 27 sierpnia 1997    | 6         | 1         | A.C. Milan           |
| Napastnicy |                   |                     |           |           |                      |
| 7          | David Neres       | 3 marca 1997        | 5         | 1         | Ajax                 |
| 9          | Gabriel Jesus     | 3 sierpnia 1997     | 33        | 16        | Manchester City      |
| 19         | Everton           | 22 marca 1996       | 10        | 2         | Grêmio               |
| 20         | Roberto Firmino   | 2 października 1991 | 36        | 11        | Liverpool F.C.       |
| 21         | Richarlison       | 10 maja 1997        | 12        | 5         | Everton              |

### Peru
Trener:  Ricardo Gareca
| Nr         | Imię i nazwisko     | Data urodzenia       | Występy   | Gole      | Klub               |
| Bramkarze  | Bramkarze           | Bramkarze            | Bramkarze | Bramkarze | Bramkarze          |
| ---------- | ------------------- | -------------------- | --------- | --------- | ------------------ |
| 1          | Pedro Gallese       | 23 lutego 1990       | 51        | 0         | Alianza Lima       |
| 12         | Carlos Cáceda       | 27 września 1991     | 6         | 0         | FBC Melgar         |
| 23         | Patricio Álvarez    | 24 stycznia 1994     | 0         | 0         | Sporting Cristal   |
| Obrońcy    |                     |                      |           |           |                    |
| 2          | Luis Abram          | 27 lutego 1996       | 9         | 0         | CA Vélez Sarsfield |
| 3          | Aldo Corzo          | 20 maja 1989         | 29        | 0         | Universitario      |
| 4          | Anderson Santamaría | 10 stycznia 1992     | 13        | 0         | Atlas FC           |
| 5          | Miguel Araujo       | 24 października 1994 | 15        | 0         | Talleres Córdoba   |
| 6          | Miguel Trauco       | 25 sierpnia 1992     | 39        | 0         | CR Flamengo        |
| 15         | Carlos Zambrano     | 10 lipca 1989        | 43        | 4         | FC Basel           |
| 17         | Luis Advíncula      | 2 marca 1990         | 79        | 1         | Rayo Vallecano     |
| 22         | Alexander Callens   | 4 maja 1992          | 14        | 1         | New York City FC   |
| Pomocnicy  |                     |                      |           |           |                    |
| 7          | Josepmir Ballón     | 21 marca 1988        | 47        | 0         | CD Universidad     |
| 8          | Christian Cueva     | 23 listopada 1993    | 56        | 10        | Santos FC          |
| 13         | Renato Tapia        | 28 lipca 1995        | 43        | 3         | Willem II          |
| 16         | Jesús Pretell       | 26 marca 1999        | 1         | 0         | Sporting Cristal   |
| 19         | Yoshimar Yotún      | 7 kwietnia 1990      | 86        | 2         | Cruz Azul          |
| 20         | Édison Flores       | 15 maja 1994         | 42        | 12        | Monarcas Morelia   |
| 23         | Christofer Gonzales | 12 października 1992 | 12        | 1         | Sporting Cristal   |
| Napastnicy |                     |                      |           |           |                    |
| 9          | Paolo Guerrero      | 1 stycznia 1984      | 91        | 36        | SC Internacional   |
| 10         | Jefferson Farfán    | 26 października 1984 | 92        | 27        | Lokomotiw Moskwa   |
| 11         | Raúl Ruidíaz        | 25 lipca 1990        | 39        | 4         | Seattle Sounders   |
| 14         | Andy Polo           | 29 września 1994     | 26        | 1         | Portland Timbers   |
| 18         | André Carrillo      | 14 czerwca 1991      | 60        | 6         | Al-Hilal           |

### Wenezuela
Trener:  Rafael Dudamel
| Nr         | Imię i nazwisko       | Data urodzenia      | Występy   | Gole      | Klub                   |
| Bramkarze  | Bramkarze             | Bramkarze           | Bramkarze | Bramkarze | Bramkarze              |
| ---------- | --------------------- | ------------------- | --------- | --------- | ---------------------- |
| 1          | Wuilker Faríñez       | 15 lutego 1998      | 12        | 0         | Millonarios            |
| 12         | Joel Graterol         | 13 lutego 1997      | 0         | 0         | Zamora                 |
| 22         | Rafael Romo           | 25 lutego 1990      | 11        | 0         | APOEL                  |
| Obrońcy    |                       |                     |           |           |                        |
| 2          | Mikel Villanueva      | 14 kwietnia 1993    | 18        | 2         | Gimnàstic Tarragona    |
| 3          | Yordan Osorio         | 10 maja 1994        | 8         | 0         | Vitória de Guimarães   |
| 4          | Jhon Chancellor       | 2 stycznia 1992     | 10        | 0         | Al Ahli                |
| 14         | Luis Mago             | 15 września 1994    | 4         | 1         | CD Palestino           |
| 16         | Roberto Rosales       | 20 listopada 1988   | 73        | 1         | Espanyol               |
| 20         | Ronald Hernández      | 21 września 1997    | 5         | 0         | Stabæk IF              |
| 21         | Rolf Feltscher        | 6 października 1990 | 18        | 0         | Los Angeles Galaxy     |
| Pomocnicy  |                       |                     |           |           |                        |
| 5          | Júnior Moreno         | 20 lipca 1993       | 12        | 1         | D.C. United            |
| 6          | Yangel Herrera        | 7 stycznia 1998     | 10        | 1         | SD Huesca              |
| 7          | Darwin Machís         | 7 lutego 1993       | 14        | 2         | Cádiz CF               |
| 8          | Tomás Rincón          | 13 lutego 1988      | 93        | 1         | Torino                 |
| 10         | Jefferson Savarino    | 11 listopada 1996   | 7         | 0         | Real Salt Lake         |
| 11         | Juanpi                | 24 stycznia 1994    | 13        | 1         | SD Huesca              |
| 13         | Luis Manuel Seijas    | 23 czerwca 1986     | 67        | 2         | Independiente Santa Fe |
| 15         | Jhon Murillo          | 21 listopada 1995   | 20        | 3         | CD Tondela             |
| 18         | Yeferson Soteldo      | 30 czerwca 1997     | 8         | 0         | Santos                 |
| 19         | Arquímedes Figuera    | 6 października 1989 | 22        | 1         | Deportivo La Guaira    |
| Napastnicy |                       |                     |           |           |                        |
| 9          | Fernando Aristeguieta | 9 kwietnia 1992     | 10        | 2         | América Cali           |
| 17         | Josef Martínez        | 13 maja 1993        | 47        | 10        | Atlanta United         |
| 23         | Salomón Rondón        | 16 września 1989    | 71        | 22        | Newcastle United       |

### Boliwia
Trener:  Eduardo Villegas
| Nr         | Imię i nazwisko     | Data urodzenia       | Występy   | Gole      | Klub                     |
| Bramkarze  | Bramkarze           | Bramkarze            | Bramkarze | Bramkarze | Bramkarze                |
| ---------- | ------------------- | -------------------- | --------- | --------- | ------------------------ |
| 1          | Carlos Lampe        | 17 marca 1987        | 25        | 0         | CD San José              |
| 12         | Rubén Cordano       | 16 października 1998 | 1         | 0         | Club Blooming            |
| 23         | Javier Rojas        | 14 stycznia 1996     | 0         | 0         | Nacional Potosí          |
| Obrońcy    |                     |                      |           |           |                          |
| 2          | Saúl Torres         | 22 marca 1990        | 2         | 0         | Nacional Potosí          |
| 4          | Luis Haquin         | 15 listopada 1997    | 12        | 1         | Puebla FC                |
| 5          | Mario Cuéllar       | 5 maja 1989          | 2         | 0         | Oriente Petrolero        |
| 8          | Diego Bejarano      | 24 sierpnia 1991     | 25        | 2         | Club Bolívar             |
| 13         | José María Carrasco | 16 sierpnia 1997     | 0         | 0         | Club Blooming            |
| 17         | Marvin Bejarano     | 6 marca 1988         | 37        | 0         | Club The Strongest       |
| 21         | Roberto Fernández   | 12 lipca 1999        | 1         | 0         | Club Blooming            |
| 22         | Adrián Jusino       | 9 lipca 1992         | 3         | 0         | Club Bolívar             |
| Pomocnicy  |                     |                      |           |           |                          |
| 3          | Alejandro Chumacero | 22 kwietnia 1991     | 40        | 2         | Puebla FC                |
| 6          | Erwin Saavedra      | 22 lutego 1996       | 17        | 0         | Club Bolívar             |
| 7          | Leonel Justiniano   | 2 lipca 1992         | 16        | 0         | Club Bolívar             |
| 10         | Samuel Galindo      | 18 kwietnia 1992     | 7         | 0         | Club Always Ready        |
| 14         | Raúl Castro         | 24 stycznia 1994     | 18        | 0         | Club The Strongest       |
| 15         | Paul Arano          | 23 lutego 1995       | 0         | 0         | Club Blooming            |
| 16         | Diego Wayar         | 15 października 1993 | 2         | 0         | Club The Strongest       |
| 19         | Ramiro Vaca         | 1 lipca 1999         | 3         | 1         | Club The Strongest       |
| 20         | Fernando Saucedo    | 15 marca 1990        | 5         | 0         | Club Jorge Wilstermann   |
| Napastnicy |                     |                      |           |           |                          |
| 9          | Marcelo Moreno      | 18 czerwca 1987      | 72        | 18        | Shijiazhuang Ever Bright |
| 11         | Leonardo Vaca       | 24 listopada 1995    | 11        | 1         | Club Blooming            |
| 18         | Gilbert Álvarez     | 16 września 1989     | 71        | 22        | Club Jorge Wilstermann   |

## Grupa B

### Argentyna
Trener:  Lionel Scaloni
| Nr         | Imię i nazwisko    | Data urodzenia       | Występy   | Gole      | Klub                      |
| Bramkarze  | Bramkarze          | Bramkarze            | Bramkarze | Bramkarze | Bramkarze                 |
| ---------- | ------------------ | -------------------- | --------- | --------- | ------------------------- |
| 1          | Franco Armani      | 16 października 1986 | 9         | 0         | River Plate               |
| 12         | Agustín Marchesín  | 16 marca 1988        | 4         | 0         | Club América              |
| 23         | Esteban Andrada    | 26 stycznia 1991     | 1         | 0         | Boca Juniors              |
| Obrońcy    |                    |                      |           |           |                           |
| 2          | Juan Foyth         | 12 stycznia 1998     | 5         | 0         | Tottenham Hotspur         |
| 3          | Nicolás Tagliafico | 31 sierpnia 1992     | 18        | 0         | AFC Ajax                  |
| 4          | Renzo Saravia      | 16 lipca 1993        | 6         | 0         | Racing Club de Avellaneda |
| 6          | Germán Pezzella    | 27 czerwca 1991      | 11        | 1         | ACF Fiorentina            |
| 13         | Ramiro Funes Mori  | 5 marca 1991         | 25        | 2         | Villarreal CF             |
| 14         | Milton Casco       | 11 kwietnia 1988     | 3         | 0         | River Plate               |
| 17         | Nicolás Otamendi   | 12 lutego 1988       | 64        | 4         | Manchester City           |
| Pomocnicy  |                    |                      |           |           |                           |
| 5          | Leandro Paredes    | 29 czerwca 1994      | 16        | 1         | Paris Saint-Germain       |
| 7          | Roberto Pereyra    | 7 stycznia 1991      | 17        | 2         | Watford F.C.              |
| 8          | Marcos Acuña       | 28 października 1991 | 20        | 0         | Sporting CP               |
| 11         | Ángel Di María     | 14 lutego 1988       | 100       | 20        | Paris Saint-Germain       |
| 15         | Guido Pizarro      | 26 lutego 1990       | 3         | 0         | Tigres UANL               |
| 16         | Rodrigo De Paul    | 24 maja 1994         | 9         | 0         | Udinese Calcio            |
| 18         | Guido Rodríguez    | 12 kwietnia 1994     | 4         | 0         | Club América              |
| 20         | Giovani Lo Celso   | 9 kwietnia 1996      | 17        | 2         | Real Betis                |
| Napastnicy |                    |                      |           |           |                           |
| 9          | Sergio Agüero      | 2 czerwca 1988       | 94        | 40        | Manchester City           |
| 10         | Lionel Messi       | 24 czerwca 1987      | 134       | 68        | FC Barcelona              |
| 19         | Matías Suárez      | 9 maja 1988          | 5         | 0         | River Plate               |
| 21         | Paulo Dybala       | 15 listopada 1993    | 22        | 1         | Juventus                  |
| 22         | Lautaro Martínez   | 22 sierpnia 1997     | 10        | 6         | Inter Mediolan            |

### Kolumbia
Trener:  Carlos Queiroz
| Nr         | Imię i nazwisko  | Data urodzenia       | Występy   | Gole      | Klub                   |
| Bramkarze  | Bramkarze        | Bramkarze            | Bramkarze | Bramkarze | Bramkarze              |
| ---------- | ---------------- | -------------------- | --------- | --------- | ---------------------- |
| 1          | David Ospina     | 31 sierpnia 1988     | 99        | 0         | SSC Napoli             |
| 12         | Camilo Vargas    | 9 marca 1989         | 6         | 0         | Deportivo Cali         |
| 22         | Álvaro Montero   | 29 marca 1995        | 2         | 0         | Deportes Tolima        |
| Obrońcy    |                  |                      |           |           |                        |
| 2          | Cristián Zapata  | 30 września 1986     | 52        | 2         | A.C. Milan             |
| 3          | Stefan Medina    | 14 czerwca 1992      | 16        | 0         | CF Monterrey           |
| 4          | Santiago Arias   | 13 stycznia 1992     | 52        | 0         | Atlético Madryt        |
| 6          | William Tesillo  | 2 lutego 1990        | 52        | 1         | Club León              |
| 13         | Yerry Mina       | 23 września 1994     | 21        | 6         | Everton F.C.           |
| 17         | Cristian Borja   | 18 lutego 1993       | 4         | 0         | Sporting CP            |
| 21         | Jhon Lucumí      | 26 czerwca 1998      | 2         | 0         | KRC Genk               |
| 23         | Davinson Sánchez | 12 czerwca 1996      | 23        | 0         | Tottenham Hotspur F.C. |
| Pomocnicy  |                  |                      |           |           |                        |
| 5          | Wilmar Barrios   | 16 października 1993 | 25        | 0         | Zenit Petersburg       |
| 8          | Edwin Cardona    | 8 grudnia 1992       | 37        | 5         | CF Pachuca             |
| 10         | James Rodríguez  | 12 lipca 1991        | 76        | 22        | Bayern Monachium       |
| 11         | Juan Cuadrado    | 26 maja 1988         | 84        | 8         | Juventus F.C.          |
| 15         | Mateus Uribe     | 21 marca 1991        | 21        | 2         | Club América           |
| 16         | Jefferson Lerma  | 25 października 1994 | 13        | 0         | A.F.C. Bournemouth     |
| 18         | Gustavo Cuéllar  | 14 października 1992 | 7         | 1         | CR Flamengo            |
| Napastnicy |                  |                      |           |           |                        |
| 7          | Duván Zapata     | 1 kwietnia 1991      | 13        | 3         | Atalanta BC            |
| 9          | Radamel Falcao   | 10 lutego 1986       | 89        | 34        | AS Monaco FC           |
| 14         | Luis Díaz        | 13 stycznia 1997     | 8         | 1         | Atlético Junior        |
| 19         | Luis Muriel      | 16 kwietnia 1991     | 27        | 3         | ACF Fiorentina         |
| 20         | Roger Martínez   | 23 czerwca 1994      | 12        | 2         | Club América           |

### Paragwaj
Trener:  Eduardo Berizzo
| Nr         | Imię i nazwisko          | Data urodzenia      | Występy   | Gole      | Klub               |
| Bramkarze  | Bramkarze                | Bramkarze           | Bramkarze | Bramkarze | Bramkarze          |
| ---------- | ------------------------ | ------------------- | --------- | --------- | ------------------ |
| 1          | Antony Silva             | 27 lutego 1984      | 27        | 0         | Atlético Huracán   |
| 12         | Roberto Junior Fernández | 29 marca 1988       | 7         | 0         | Botafogo FR        |
| 22         | Alfredo Aguilar          | 18 lipca 1988       | 1         | 0         | Club Olimpia       |
| Obrońcy    |                          |                     |           |           |                    |
| 2          | Iván Piris               | 10 marca 1989       | 25        | 0         | Club Libertad      |
| 3          | Juan Escobar             | 3 lipca 1995        | 2         | 0         | Cerro Porteño      |
| 4          | Fabián Balbuena          | 23 sierpnia 1991    | 9         | 0         | West Ham United    |
| 5          | Bruno Valdez             | 6 października 1992 | 24        | 1         | Club América       |
| 13         | Júnior Alonso            | 9 lutego 1993       | 20        | 1         | Boca Juniors       |
| 14         | Iván Torres              | 27 lutego 1991      | 0         | 0         | Club Olimpia       |
| 15         | Gustavo Gómez            | 6 maja 1993         | 31        | 2         | Palmeiras          |
| 18         | Santiago Arzamendia      | 5 maja 1998         | 1         | 0         | Cerro Porteño      |
| Pomocnicy  |                          |                     |           |           |                    |
| 6          | Richard Sánchez          | 29 marca 1996       | 3         | 0         | Club Olimpia       |
| 8          | Rodrigo Rojas            | 9 kwietnia 1988     | 19        | 0         | Club Olimpia       |
| 16         | Celso Ortiz              | 26 stycznia 1989    | 16        | 0         | Club Olimpia       |
| 17         | Hernán Pérez             | 25 lutego 1989      | 33        | 2         | Espanyol           |
| 20         | Matías Rojas             | 3 listopada 1991    | 2         | 0         | Defensa y Justicia |
| 23         | Miguel Almirón           | 1 lutego 1994       | 16        | 0         | Newcastle United   |
| Napastnicy |                          |                     |           |           |                    |
| 7          | Óscar Cardozo            | 20 maja 1983        | 50        | 10        | Club Libertad      |
| 9          | Federico Santander       | 4 czerwca 1991      | 17        | 2         | Bologna FC         |
| 10         | Derlis González          | 20 marca 1994       | 32        | 5         | Santos FC          |
| 11         | Juan Iturbe              | 4 czerwca 1993      | 9         | 0         | Pumas UNAM         |
| 19         | Cecilio Domínguez        | 11 sierpnia 1994    | 13        | 0         | CA Independiente   |
| 21         | Óscar Romero             | 4 lipca 1992        | 38        | 3         | Shanghai Shenhua   |

### Katar
Trener:  Félix Sánchez Bas
| Nr         | Imię i nazwisko      | Data urodzenia       | Występy   | Gole      | Klub       |
| Bramkarze  | Bramkarze            | Bramkarze            | Bramkarze | Bramkarze | Bramkarze  |
| ---------- | -------------------- | -------------------- | --------- | --------- | ---------- |
| 1          | Saad Al-Sheeb        | 19 lutego 1990       | 52        | 0         | Al Sadd    |
| 21         | Yousef Hassan        | 24 maja 1996         | 6         | 0         | Al-Gharafa |
| 22         | Mohammed Al-Bakri    | 28 marca 1997        | 2         | 0         | Al-Khor    |
| Obrońcy    |                      |                      |           |           |            |
| 2          | Ró-Ró                | 6 sierpnia 1990      | 44        | 1         | Al Sadd    |
| 3          | Abdelkarim Hassan    | 28 sierpnia 1993     | 83        | 10        | Al Sadd    |
| 4          | Al-Mahdi Ali Mukhtar | 2 marca 1992         | 35        | 3         | Al-Gharafa |
| 5          | Tarek Salman         | 5 grudnia 1997       | 19        | 0         | Al Sadd    |
| 8          | Hamid Ismail         | 12 września 1987     | 62        | 1         | Al Sadd    |
| 13         | Tameem Al-Muhaza     | 21 lipca 1996        | 1         | 0         | Al-Gharafa |
| 15         | Bassam Al-Rawi       | 16 grudnia 1997      | 19        | 2         | Al-Duhail  |
| 16         | Boualem Khoukhi      | 9 lipca 1990         | 60        | 16        | Al Sadd    |
| Pomocnicy  |                      |                      |           |           |            |
| 6          | Abdulaziz Hatem      | 20 października 1990 | 56        | 3         | Al-Gharafa |
| 9          | Abdullah Al-Ahrak    | 10 maja 1997         | 3         | 0         | Al-Duhail  |
| 10         | Hassan Al-Haydos     | 11 grudnia 1990      | 120       | 26        | Al Sadd    |
| 12         | Karim Boudiaf        | 16 września 1990     | 68        | 4         | Al-Duhail  |
| 14         | Salem Al-Hajri       | 3 listopada 1991     | 9         | 0         | Al Sadd    |
| 17         | Ahmed Doozandeh      | 20 października 1995 | 4         | 0         | Qatar SC   |
| 18         | Ahmed Fatehi         | 25 stycznia 1993     | 10        | 0         | Al-Arabi   |
| 20         | Ali Hassan Afif      | 20 stycznia 1988     | 54        | 10        | Al-Duhail  |
| 23         | Assim Madibo         | 22 października 1996 | 21        | 0         | Al-Duhail  |
| Napastnicy |                      |                      |           |           |            |
| 7          | Ahmed Alaaeldin      | 31 stycznia 1993     | 23        | 1         | Al-Gharafa |
| 11         | Akram Afif           | 18 listopada 1996    | 46        | 12        | Al Sadd    |
| 19         | Almoez Ali           | 19 sierpnia 1996     | 39        | 19        | Al-Duhail  |

## Grupa C

### Urugwaj
Trener:  Óscar Tabárez
| Nr         | Imię i nazwisko        | Data urodzenia       | Występy   | Gole      | Obecny klub         |
| Bramkarze  | Bramkarze              | Bramkarze            | Bramkarze | Bramkarze | Bramkarze           |
| ---------- | ---------------------- | -------------------- | --------- | --------- | ------------------- |
| 1          | Fernando Muslera       | 16 czerwca 1986      | 111       | 0         | Galatasaray SK      |
| 12         | Martín Campaña         | 29 maja 1989         | 3         | 0         | Independiente       |
| 23         | Martín Silva           | 25 marca 1983        | 11        | 0         | Club Libertad       |
| Obrońcy    |                        |                      |           |           |                     |
| 2          | José María Giménez     | 20 stycznia 1995     | 53        | 8         | Atlético Madryt     |
| 3          | Diego Godín            | 16 lutego 1986       | 130       | 8         | Atlético Madryt     |
| 4          | Giovanni González      | 20 września 1994     | 4         | 0         | Peñarol             |
| 13         | Marcelo Saracchi       | 22 kwietnia 1998     | 4         | 0         | RB Leipzig          |
| 17         | Diego Laxalt           | 7 lutego 1993        | 19        | 0         | A.C. Milan          |
| 19         | Sebastián Coates       | 7 października 1990  | 35        | 1         | Sporting CP         |
| 22         | Martín Cáceres         | 7 kwietnia 1987      | 92        | 4         | Juventus F.C.       |
| Pomocnicy  |                        |                      |           |           |                     |
| 5          | Matías Vecino          | 24 sierpnia 1991     | 35        | 3         | Inter Mediolan      |
| 6          | Rodrigo Bentancur      | 25 czerwca 1997      | 22        | 0         | Juventus FC         |
| 7          | Nicolás Lodeiro        | 21 marca 1989        | 60        | 5         | Seattle Sounders FC |
| 8          | Nahitan Nández         | 28 grudnia 1995      | 26        | 0         | Boca Juniors        |
| 10         | Giorgian De Arrascaeta | 1 czerwca 1994       | 22        | 2         | CR Flamengo         |
| 14         | Lucas Torreira         | 11 lutego 1996       | 18        | 0         | Arsenal F.C.        |
| 15         | Federico Valverde      | 22 lipca 1998        | 13        | 2         | Real Madryt         |
| 16         | Gastón Pereiro         | 11 czerwca 1995      | 9         | 4         | PSV Eindhoven       |
| Napastnicy |                        |                      |           |           |                     |
| 9          | Luis Suárez            | 24 stycznia 1987     | 110       | 58        | FC Barcelona        |
| 11         | Cristhian Stuani       | 12 października 1986 | 48        | 8         | Girona FC           |
| 18         | Maximiliano Gómez      | 14 sierpnia 1996     | 12        | 2         | Celta Vigo          |
| 20         | Jonathan Rodríguez     | 6 lipca 1993         | 16        | 2         | Cruz Azul           |
| 21         | Edinson Cavani         | 14 lutego 1987       | 113       | 48        | Paris Saint-Germain |

### Chile
Trener:  Reinaldo Rueda
| Nr         | Imię i nazwisko       | Data urodzenia       | Występy   | Gole      | Klub                      |
| Bramkarze  | Bramkarze             | Bramkarze            | Bramkarze | Bramkarze | Bramkarze                 |
| ---------- | --------------------- | -------------------- | --------- | --------- | ------------------------- |
| 1          | Gabriel Arias         | 13 września 1987     | 10        | 0         | Racing Club de Avellaneda |
| 12         | Brayan Cortés         | 11 marca 1995        | 3         | 0         | CSD Colo-Colo             |
| 23         | Yerko Urra            | 9 lipca 1996         | 0         | 0         | CD Huachipato             |
| Obrońcy    |                       |                      |           |           |                           |
| 2          | Igor Lichnovsky       | 7 marca 1994         | 6         | 0         | Cruz Azul                 |
| 3          | Guillermo Maripán     | 6 maja 1994          | 20        | 2         | Deportivo Alavés          |
| 4          | Mauricio Isla         | 12 czerwca 1988      | 114       | 4         | Fenerbahçe SK             |
| 5          | Paulo Díaz            | 25 sierpnia 1994     | 19        | 0         | Al-Ahli Dżudda            |
| 15         | Jean Beausejour       | 1 czerwca 1984       | 105       | 6         | Club Universidad de Chile |
| 17         | Gary Medel            | 3 sierpnia 1987      | 123       | 7         | Beşiktaş JK               |
| 18         | Gonzalo Jara          | 29 sierpnia 1985     | 114       | 3         | Estudiantes La Plata      |
| 21         | Óscar Opazo           | 10 października 1990 | 9         | 1         | CSD Colo-Colo             |
| Pomocnicy  |                       |                      |           |           |                           |
| 6          | José Pedro Fuenzalida | 22 lutego 1985       | 52        | 5         | CD Universidad Católica   |
| 8          | Arturo Vidal          | 22 maja 1987         | 111       | 26        | FC Barcelona              |
| 10         | Diego Valdés          | 30 stycznia 1994     | 11        | 1         | Santos Laguna             |
| 13         | Erick Pulgar          | 15 stycznia 1994     | 20        | 1         | Bologna FC                |
| 14         | Esteban Pavez         | 1 maja 1990          | 6         | 0         | CSD Colo-Colo             |
| 16         | Pablo Hernández       | 24 października 1986 | 30        | 3         | CA Independiente          |
| 20         | Charles Aránguiz      | 17 kwietnia 1989     | 74        | 7         | Bayer 04 Leverkusen       |
| Napastnicy |                       |                      |           |           |                           |
| 7          | Alexis Sánchez        | 19 grudnia 1988      | 128       | 43        | Manchester United F.C.    |
| 9          | Nicolás Castillo      | 14 lutego 1993       | 22        | 4         | Club América              |
| 11         | Eduardo Vargas        | 20 listopada 1989    | 87        | 38        | Tigres UANL               |
| 19         | Junior Fernándes      | 10 kwietnia 1988     | 18        | 0         | Alanyaspor                |
| 22         | Ángelo Sagal          | 18 kwietnia 1993     | 16        | 2         | CF Pachuca                |

### Japonia
Trener:  Hajime Moriyasu
| Nr         | Imię i nazwisko   | Data urodzenia       | Występy   | Gole      | Klub                       |
| Bramkarze  | Bramkarze         | Bramkarze            | Bramkarze | Bramkarze | Bramkarze                  |
| ---------- | ----------------- | -------------------- | --------- | --------- | -------------------------- |
| 1          | Eiji Kawashima    | 20 marca 1983        | 88        | 0         | RC Strasbourg              |
| 12         | Ryosuke Kojima    | 30 stycznia 1997     | 0         | 0         | Oita Trinita               |
| 23         | Keisuke Osako     | 28 lipca 1999        | 0         | 0         | Sanfrecce Hiroszima        |
| Obrońcy    |                   |                      |           |           |                            |
| 2          | Daiki Sugioka     | 8 września 1998      | 0         | 0         | Shonan Bellmare            |
| 4          | Ko Itakura        | 27 stycznia 1997     | 0         | 0         | FC Groningen               |
| 5          | Naomichi Ueda     | 24 października 1994 | 6         | 0         | Cercle Brugge              |
| 14         | Teruki Hara       | 30 lipca 1998        | 0         | 0         | Sagan Tosu                 |
| 15         | Daiki Suga        | 10 września 1998     | 0         | 0         | Hokkaido Consadole Sapporo |
| 16         | Takehiro Tomiyasu | 5 listopada 1998     | 10        | 1         | Sint-Truidense VV          |
| 19         | Tomoki Iwata      | 7 kwietnia 1997      | 0         | 0         | Oita Trinita               |
| 22         | Yugo Tatsuta      | 21 czerwca 1998      | 0         | 0         | Shimizu S-Pulse            |
| Pomocnicy  |                   |                      |           |           |                            |
| 3          | Yūta Nakayama     | 16 lutego 1997       | 1         | 0         | PEC Zwolle                 |
| 6          | Kota Watanabe     | 18 września 1998     | 0         | 0         | Tokyo Verdy                |
| 7          | Gaku Shibasaki    | 28 maja 1992         | 34        | 3         | Getafe                     |
| 8          | Tatsuya Itō       | 26 czerwca 1997      | 0         | 0         | Hamburger SV               |
| 10         | Shōya Nakajima    | 23 sierpnia 1994     | 8         | 3         | Al-Duhail                  |
| 11         | Kōji Miyoshi      | 26 marca 1997        | 0         | 0         | Yokohama F. Marinos        |
| 17         | Taishi Matsumoto  | 22 sierpnia 1998     | 0         | 0         | Sanfrecce Hiroszima        |
| 20         | Hiroki Abe        | 28 stycznia 1999     | 0         | 0         | Kashima Antlers            |
| 21         | Takefusa Kubo     | 4 czerwca 2001       | 0         | 0         | F.C. Tokyo                 |
| Napastnicy |                   |                      |           |           |                            |
| 9          | Daizen Maeda      | 20 października 1997 | 0         | 0         | Matsumoto Yamaga FC        |
| 13         | Ayase Ueda        | 28 sierpnia 1998     | 0         | 0         | Hosei University           |
| 18         | Shinji Okazaki    | 16 kwietnia 1986     | 116       | 50        | Leicester City             |

### Ekwador
Trener:  Hernán Darío Gómez
| Nr         | Imię i nazwisko     | Data urodzenia       | Występy   | Gole      | Klub              |
| Bramkarze  | Bramkarze           | Bramkarze            | Bramkarze | Bramkarze | Bramkarze         |
| ---------- | ------------------- | -------------------- | --------- | --------- | ----------------- |
| 1          | Máximo Banguera     | 16 grudnia 1985      | 35        | 0         | Barcelona SC      |
| 12         | Pedro Ortíz         | 19 lutego 1990       | 0         | 0         | Delfín SC         |
| 22         | Alexander Domínguez | 5 czerwca 1987       | 48        | 0         | Vélez Sarsfield   |
| Obrońcy    |                     |                      |           |           |                   |
| 2          | Arturo Mina         | 8 października 1990  | 19        | 1         | Yeni Malatyaspor  |
| 3          | Robert Arboleda     | 22 października 1991 | 13        | 1         | São Paulo         |
| 4          | Pedro Velasco       | 29 czerwca 1993      | 6         | 0         | Barcelona SC      |
| 6          | Cristian Ramírez    | 12 sierpnia 1994     | 18        | 1         | FK Krasnodar      |
| 14         | Xavier Arreaga      | 28 września 1994     | 1         | 0         | Seattle Sounders  |
| 17         | José Quintero       | 20 czerwca 1990      | 1         | 0         | LDU Quito         |
| 19         | Beder Caicedo       | 13 maja 1992         | 4         | 0         | Barcelona SC      |
| 21         | Gabriel Achilier    | 24 marca 1985        | 51        | 1         | Monarcas Morelia  |
| Pomocnicy  |                     |                      |           |           |                   |
| 5          | Renato Ibarra       | 20 stycznia 1991     | 42        | 1         | Club América      |
| 7          | Romario Ibarra      | 24 września 1994     | 7         | 3         | Minnesota United  |
| 8          | Carlos Gruezo       | 19 kwietnia 1995     | 23        | 0         | FC Dallas         |
| 11         | Ayrton Preciado     | 17 lipca 1994        | 11        | 0         | Santos Laguna     |
| 15         | Jefferson Intriago  | 4 czerwca 1996       | 5         | 0         | LDU Quito         |
| 16         | Antonio Valencia    | 4 sierpnia 1985      | 93        | 11        | Manchester United |
| 18         | Jefferson Orejuela  | 14 lutego 1993       | 15        | 0         | LDU Quito         |
| 20         | Andrés Chicaiza     | 3 kwietnia 1992      | 0         | 0         | LDU Quito         |
| 23         | Jhegson Méndez      | 26 kwietnia 1997     | 7         | 0         | Orlando City      |
| Napastnicy |                     |                      |           |           |                   |
| 9          | Carlos Garcés       | 1 marca 1990         | 1         | 0         | Delfín SC         |
| 10         | Ángel Mena          | 21 stycznia 1988     | 13        | 1         | Club León         |
| 13         | Enner Valencia      | 4 listopada 1989     | 46        | 27        | Tigres UANL       |